# 沈鴻霖案
沈鴻霖案是台灣的刑事案件，沈鴻霖與黃啟雄及黃錫任被控告於民國78年9月15日時，在彰化先姦後殺兩名工廠女工，兩位黃姓嫌犯已經伏法，沈被判死刑，不過冤獄平反協會認為此案例的審理跟證據都存有重大瑕疵。2024年，憲法法庭受理由沈鴻霖等37名死刑犯提出的死刑釋憲案。

## 案件概況
案發時間是1989年9月15號，地點在彰化縣芳苑鄉的一個工廠。兩名女子在工廠辦公大樓三樓的宿舍被姦殺，事後警方認為兇手用木板和煙灰缸打死兩名女子。不久後黃啟雄落網，在偵訊時供出兩位同夥：黃錫任、沈鴻霖。黃、沈二人此時都已開始逃亡。
黃啟雄被判處死刑定讞，於1991年槍決伏法。一年後黃錫任落網，雖然他並不承認犯案，但法官根據黃啟雄的自白，亦將黃錫任判處死刑，於1990年6月1日槍決伏法。
第三名嫌犯沈鴻霖逃亡到埔里的山上種茭白筍，隱名埋姓14年，後因在高速公路酒駕被臨檢而遭逮捕。，被逮捕的時候，沈鴻霖的面貌和體型都有很大的變化，其同居人及鄰居也沒人發現他曾涉嫌輪姦殺人案。 
沈鴻霖到案後以假名應訊，且始終否認犯案，但同夥黃錫任、黃啟雄伏法前，均指證是沈鴻霖因怕被認出而殺人滅口，加上案發現場採得沈鴻霖指紋，被法院認定有罪，因此沈鴻霖被判死刑定讞。

## 法官認定事實
一九八九年九月十五日中秋節補假當天，在芳苑鄉的工廠員工大部分沒有上班，不過沈鴻霖，與助手黃啟雄及黃錫任等三人為了趕工，還在工廠內搬運貨品。
沈鴻霖等三人工作一會兒後，到工廠守衛室休息並喝起酒來，不久廠內的王姓及陳姓兩名女員工外出回到廠內宿舍，酒後的沈鴻霖等人看到王、陳二女後心生染指歹念。
當晚九時許，沈鴻霖等三人闖進工廠女子宿舍，當時王姓女員工在宿舍看電視，陳姓女員工則在浴室洗澡，沈鴻霖開口邀王女出外遊玩被拒後，黃錫任以膠布貼住王女嘴巴並挑逗。沈鴻霖等人進一步扒光王女衣物，再抬她入寢室輪姦，王女一再反抗，沈鴻霖等人用菸灰缸及木棍猛擊王女頭部致死。
沈鴻霖等人殺死王姓女子後，發現陳姓女員工在洗澡，他們三人等陳女回宿舍時，聯手制伏她再輪姦，後來因爲怕惡行敗露，將陳女滅口。
作案後，沈鴻霖等人迅速逃離現場，丟棄血衣及木棍等證物，二林警分局據報趕到現場，由跡證研判，鎖定沈鴻霖等人涉重嫌。

## 案件發展
2003年9月12號，臺灣彰化地方法院第一審宣判沈鴻霖死刑。
2004年4月28號，臺灣高等法院臺中分院第二審宣判沈鴻霖死刑。
2004年7月8日，中華民國最高法院發回更（ㄧ）審
2004年10月26日 臺灣高等法院臺中分院更（ㄧ）審宣判沈鴻霖死刑。
2005年2月24日，最高法院發回更（二）審
2005年7月26日，臺灣高等法院臺中分院更（二）審宣判沈鴻霖死刑。
2005年10月13日，最高法院發回更（三）審
2006年6月22日，臺灣高等法院臺中分院更（三）審宣判沈鴻霖死刑。
2006年8月24日，最高法院發回更（四）審
2007年1月24日，臺灣高等法院臺中分院更四審宣判沈鴻霖死刑。
2007年4月12日，最高法院發回更（五）審。
2007年11月29日，臺灣高等法院臺中分院更（五）審宣判沈鴻霖死刑。
2008年1月24日，最高法院發回更（六）審。
2008年10月20日，臺灣高等法院臺中分院更（六）審宣判沈鴻霖死刑。
2009年1月15日，最高法院發回更（七）審。
2009年4月23日，臺灣高等法院臺中分院更（七）審宣判沈鴻霖死刑。
2009年6月25日，最高法院駁回上訴，全案死刑定讞。

2014年，與其他25死刑囚犯聯合訴請時任中華民國總統馬英九減刑，中華民國總統府不予理會，訴願被駁回後，提出行政訴訟，台北高等行政法院以「無審判權」駁回後，再向最高行政法院提出抗告，遭到駁回，全案定讞。
2024年，憲法法庭受理由劉華崑等37名死刑犯提出的死刑釋憲案。

## 爭議疑點
沈鴻霖的義務律師邱顯智認為此案有以下疑點：
1. 兩位黃姓嫌犯都供稱沈有犯案，但兩嫌都已槍決，無法跟共同被告對質。
2. 現場採集到沈的指紋，但是已經遺失了，而且鑑識人員不能確定是否在案發現場找到的。
3. 除了自白跟指紋，沒有其他證據。
4. 受害女子遭到性侵，應該會有沈的DNA，但是受害女子的子宮、下體，卻因為時代久遠，已經無法驗出DNA。

## 外部連結
- 沈鴻霖：沒有證物，沒有真相 | 台灣廢除死刑推動聯盟 （页面存档备份，存于）